# Reinier Nooms

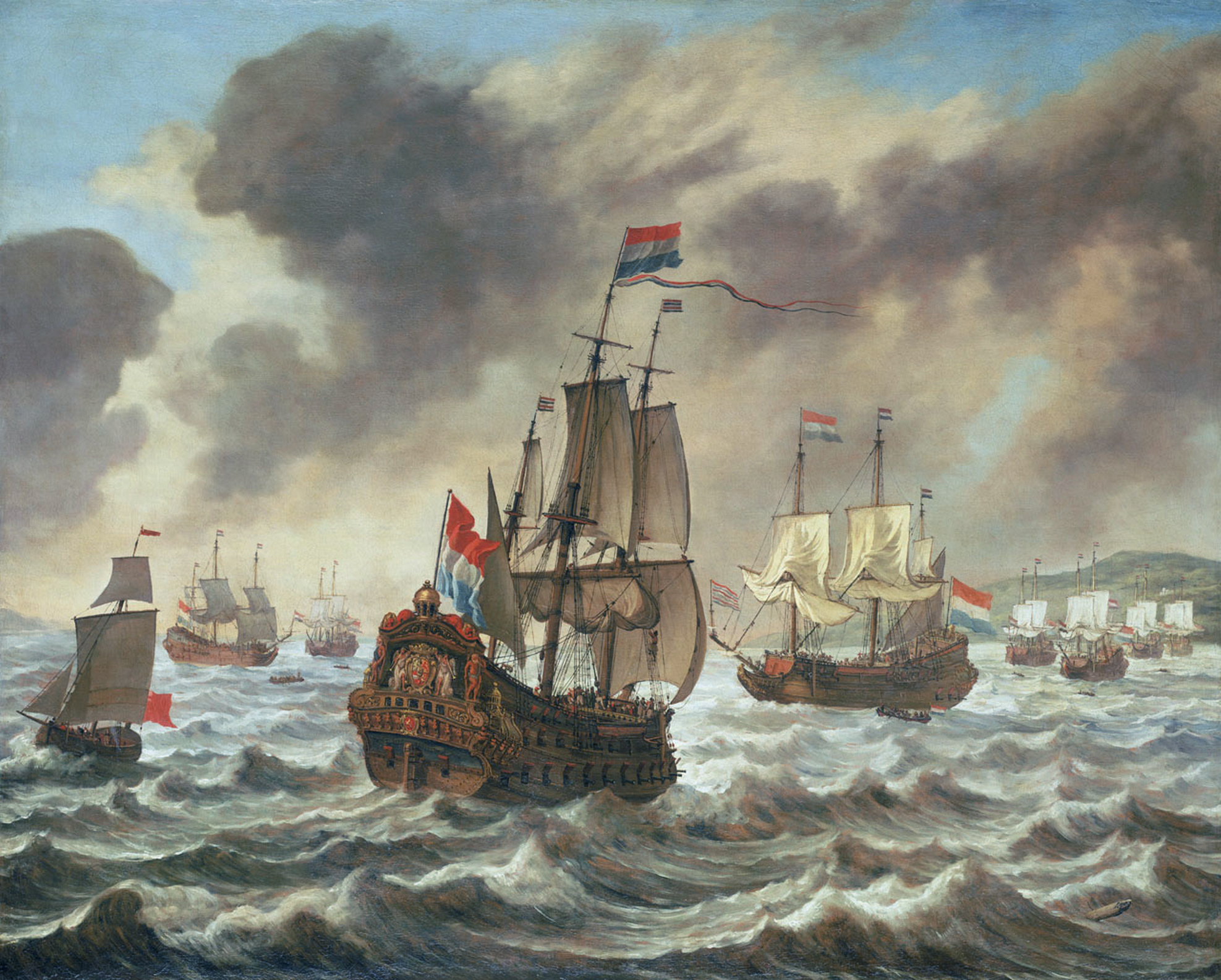
Reinier Nooms: Before the Battle of the Downs, c. 1639.

Reinier Nooms (c. 1623 – 1664), também conhecido como Zeeman ("marinheiro" na língua neerlandesa), foi um pintor de paisagens, sobretudo de arte marinha, conhecido em parte por suas telas de água-forte em que retratava a náutica. Foi um dos principais nomes da arte no Século de Ouro dos Países Baixos.